# 征途
《征途》（台湾亦称“征途Online”）是一款由上海征途网络科技有限公司（简称“征途网络”，即现在的上海巨人网络科技有限公司）开发的二维写实类大型多人在线角色扮演游戏（MMORPG）。开发于2004年底，并于2006年4月21日开始公开测试，2007年7月18日正式运营。在中国大陆，台湾都设有服务器。2006年11月推出第一个资料片，成为推出资料片最快的网络游戏。其后，征途网络共推出了五个资料片。目前，征途有两种收费模式：道具收费和计时收费；有4种独立版本，免费版、时间版、怀旧版及绿色版。有1种单人独立版本，皇帝版。其中绿色版中增设「绿色征途腾讯版」，由巨人网络与腾讯合作运营。皇帝版由龙达网络制作。

## 事件时间表
依照官方网站记载，可能与实际日期略有出入
- 2005年9月29日：游戏进入封闭测试阶段
- 2006年4月21日：游戏进入公开测试阶段，在线人数达到30万。
- 2006年8月5日：游戏确定副名为“风雨同舟”，开始“正式运营”[2]
- 2006年9月1日：游戏进入“发工资”模式
- 2006年9月15日：在线人数达到50万。
- 2006年11月7日：游戏推出第一个资料片《跨服远征》
- 2006年12月23日：在线人数达到75万。
- 2007年1月16日：游戏推出第二个资料片《世外桃源》
- 2007年4月20日：在线人数达到91万。
- 2007年5月20日：在线人数达到105万。
- 2007年7月18日：征途推出正式版《众志成城》，宣告征途的真正正式运营。
- 2007年8月16日：征途推出计时收费区。
- 2008年1月18日：游戏推出第三个资料片《同城约会》。
- 2008年3月1日：在线人数达到152万。
- 2008年4月26日：在线人数达到210万。
- 2008年5月27日：游戏推出第四个资料片《帝国时代》。
- 2009年9月22日：游戏推出第五个资料片《生儿育女》。

## 运营模式
征途网络一直以“永久免费”来宣传《征途》，而且《征途》的许多海报也把“永久免费”四字放到比较醒目的位置。在《征途》里，从注册帐号到进入游戏，完成各种游戏事件都是免费的。然而《征途》又与其他免费网络游戏一样，在游戏中出售虚拟道具。在游戏里，游戏金币分为“银币”和“金币”两种，前者是玩家在正常游戏中可以获得的，但后者是玩家必须购买点卡，进行充值才能拥有。每一点可以兑换游戏中10文金币。(台灣征途則每一点可以兑换游戏中20文金币。)而100文金币才是一两金币。
游戏后期，甚至完成许多任务都需要用到金币，比如“移民”（50两），“结婚”。而且游戏中最高级的装备武器只能通过由金币买来的材料才能合成。许多不想花钱玩游戏的玩家在游戏中甚至没有立足之地。这些设计都使《征途》成为一个冒牌的“免费游戏”，有玩家将《征途》评为最烧钱的网络游戏。
2006年9月1日，征途开始向符合条件的玩家发放“工资”（之前几天曾有尝试）。所谓工资，就是征途网络免费给以玩家一定数量的金币。征途方面称：发工资模式是网络游戏的一次模式飞跃，会给游戏世界带来和谐。按照征途网络规定，必须符合三项条件的玩家才能领取工资：角色等级60级以上，每月总共在线60小时以上，有一定数量的游戏“荣誉值”。而且等级越高，在线时间越长，获得工资越多，也只有每月在线120小时以上，才能领取全额工资。工资价值人民币10—100元不等。且不能兑换回人民币。事实上，达到领取工资标准的玩家每月的付出超过100元。
2007年8月16日，征途推出计时收费特区，计价每小时0.3元，并承诺玩家可以免费玩到30级，并赠送10小时游戏时间。

## 游戏内容

### 游戏类型
关于《征途》的游戏类型，各方说法不一。征途方面在公测期间说征途是一款“魔幻类MMORPG”，正式运营后改为“写实类MMORPG”。而一些游戏专题网站有说是“武侠MMORPG”，也有依旧称为“2D魔幻 （页面存档备份，存于）”的。

### 游戏背景
《征途》的游戏背景设置为一个架空与历史的世界：老国王死去，继承人早夭，天下大乱，诸侯割据。在游戏里，一共有十个独立的政权：吴、赵、周、楚、燕、唐、汉、魏、齐、宋。玩家在创建角色时被要求选择一个国家。在同一个服务器中，十个国家拥有相同但互不干扰的一套地图。不同国家的人可以通过一个公共边境进入别国。
虽然游戏的背景大体设定为古代，但游戏中有大量的现代元素，比如服装有西服，系统有股票，自行车赛等。

### 游戏地图
《征途》的地图范围大致相当于中国的东南沿海地区。不同于其他写实类网络游戏，《征途》的游戏地图，从名称到设计都是架空于历史的。游戏以两个城市为中心：王城和凤凰城。
在设计上，该游戏的地图也是充满了游戏色彩，很多地方不是按照中国古代所特有的建筑布局设计的，比如在凤凰城中，设计者开辟出几大块区域专做“摆摊区”和“竞技区”用。

### 角色和职业
不同与其他一些同类游戏，《征途》的角色职业没有明确的界定，一个角色完全可以学习所有职业的技能。而区分角色职业的主要手段就是角色属性的差异。在《征途》中，角色的属性变化由玩家自行分配属性点来实现。
角色等级每提升一级，角色将获得五个未分配属性点和一个技能点，玩家以此来增加角色的力量（物理攻击）、智力（魔法攻击力、魔法值）、敏捷（物理防御力、魔法防御力）、精神（魔法值、攻击速度）、体质（生命值、重击率）。玩家一般会在一段时期致力于发展某一类型的职业。

①力量	1点物攻	0.3点物防			2点生命值			
②智力			1.1点魔攻	0.3点魔防				
③敏捷		1.5点物防		1.5点魔防					
④精神				0.8点魔防			0.4点攻击速度	
⑤体质		0.4点物防		0.6点魔防		15点生命值		
征途属性点与职业有极大关联，各职业在游戏早期阶段较为依赖属性点。但随着游戏更新发展（尤其是在转生190级天尊系列装备天马装备推出后）属性点的来源开始依附于装备，一套马匹装备激活加成可以达到2400（目前包含特殊加成浮动）。 
魂魄石加成在2010年版本更新的时候，增加了魂魄石合成，目前全身装备对属性点的影响达到了极高的程度。
玩家可以选择扮演七种角色：
- 武术系：拥有较高血量和物理攻击能力。
- 射术系：主要使用远程物理攻击武器。
- 召唤系：通过召唤一个生物替自己战斗。
- 法术系：拥有较多魔法值，以魔法攻击为主。
- 仙术系：拥有施毒，治疗的技能。
- 刺客系：擅长近身攻击，超高控制能力，目前仍为主流职业。
- 卫士系：擅长防御和中程攻击。[11]
- 枪　系：高物防、强控制。[12]

每种职业拥有四个系，共40种技能。技能的升级也通过增加技能点来完成。玩家在一种职业的技能上增加了多少技能点，就是多少个“技能点数”，学习新技能通常会要求达到一定的技能点数。游戏中另有“洗点”的道具，即将玩家曾经增加的技能点全部清零，玩家可以重新分配技能点。即实现转职的目的。具体主流职业修法详见征途免费版玩家论坛。

## 游戏系统
《征途》的系统繁杂而多样，大都继承自当时游戏中广泛存在的系统设计。征途方面称：征途拥有800多种功能，比一般网络游戏的100多种多出许多。由于普通玩家无法统计其系统的实际数量，这一数值遭到质疑。但《征途》还是因为其系统的多样，被成为“网游大百科”。

### 装备系统
《征途》的装备，分为：武器、盾牌、盔甲、戒指*2、项链、头盔、腰带、护腕*2、鞋子。这些装备主要通过购买或打造来获得。此外，游戏还为装备提供以下辅助系统：
- 升级：使用道具“升级宝石”，使旧装备升级为威力更大的装备。有一定失败几率，如果升级失败，升级宝石会消失，而对装备本身无影响。升级时升级宝石越多，成功几率越大。一些高级的升级宝石需要用金锭购买。
- 打孔&镶嵌：玩家可以在指定NPC处将已有装备进行打孔操作，有孔的装备可以镶嵌各种提升属性的宝石。宝石也可以被拆除。

在游戏中，同一件装备也有不同的等级，从低到高分别是：白色装备，蓝色装备，金色装备，神圣装备。除“白色装备”外的等级还有前缀：实用的（神圣级无此），强化的，精致的，无暇的，完美的。分别对应着不同的附加属性。

### 自动寻路
这项功能本来是许多游戏外挂的功能，而《征途》将此加入游戏中，并作为其宣传的一大亮点。游戏中，玩家可以通过：点击大地图，点附近NPC列表，或点击任务提示NPC来进行自动寻路。此系统也是在《征途》之后开发的许多游戏模仿的对象。

### 聊天系统
《征途》的聊天系统仿照即时聊天软件QQ设计，拥有比较丰富的功能。玩家可以很方便的与各个玩家交流。除了一个公共的聊天频道，两位玩家还可以创建一个私人聊天室，一个家族，帮派也可以建立自己的集体聊天室。在游戏的公测时期，游戏聊天所使用的表情图像直接来源于QQ表情，后来改为原创表情，但依旧保留了QQ表情的风格。
巨人公司在10年推出了嘟嘟语音系统，这款系统格式布局及软件风格模仿歪歪语音系统，玩家可以从游戏内部直接进入该语音聊天系统，游戏内玩家还可以通过发广告的方式将自己的嘟嘟频道发送到制定频道，大大方便了玩家们交流。

### 宠物代练
《征途》所宣传的特色内容之一。玩家可以以一两银币的价格购买一个宠物，在给宠物充值后（按25文金币每小时算），该宠物可以被等级比购买者高30级的玩家认领，并且在认领者练功時，宠物也可以获得一定经验。而购买者可以通过“经验提取”得到宠物经验，从而快速升级。
宠物可以消耗充值时间来修理角色的装备。

### 答题系统
该系统是征途网络着力宣传的游戏系统之一，但不是《征途》首创。答题系统，即玩家通过在指定时间（每日12：00或19：00）或指定NPC处，回答一定数量的问题，来获得经验奖励的系统。通过答题获得的经验与回答正确的数量和角色等级有关系，而且一般答题经验较高。这些问题涉及各个学科，以选择题形式出现。征途方面表示：通过答题环节，将增强游戏对玩家的良性引导，使玩家在娱乐中学到知识。该系统在玩家中反响不错。
事实上，《征途》的答题系统常常出现许多漏洞，比如没有答案的问题，所有选项都错误的问题等。有些人利用手工收集征途题目的方法建立数据库，制作一种外挂“答题器”。

### 任务系统
《征途》的任务系统十分庞大，也被征途方面作为游戏的卖点之一。游戏的任务覆盖了从新手到最高等级的全部角色。而且这些任务的报酬比较丰厚，玩家仅仅接受主线任务就可快速升至20级。
此外，帮会和国家可以自行发布家族任务，帮会任务和国家任务。参与的角色范围不同。但这些任务主要以杀死指定数量的敌对生物为主。
游戏也为每天指定了每日任务，如种植任务，运镖任务，采集任务。这些任务奖励更高，但有限制每日完成的次数。所谓运镖，即玩家在一座城市领一辆镖车，该镖车以固定速度自动跟随玩家到另一座城市，运镖有时间限制，且需要支付一笔银两作为定金。运镖途中，其他玩家可以通过各种办法使该玩家运镖失败，从而损失定金。
游戏中也根据2006年初，在网络上出名的恶搞短片《一个馒头引发的血案》制作了“馒头任务”，其任务过程与原片基本相同。
游戏根据在线人数统计，评判出每日最弱的两个国家，这两国的玩家可以接受“卧薪尝胆任务”，完成任务可以获得很高奖励。

### PK系统
在征途中，有比较详尽的规定来约束PK（Player Killing）行为，例如，角色等级20级以下不能PK，60级以上不能攻击60级以下的玩家。此外，对于PK者，还有一套称号：英雄，侠士，普通人，歹徒，恶徒，恶魔，魔头。杀死一名普通人会被冠以恶称，角色名字的颜色也会相应发生改变；而杀死一名“杀人者”的玩家将会得到美名。一个玩家被其他玩家杀死后，可以出一笔钱来缉拿杀人者，杀人者将被关进监牢1分钟，5分钟或10分钟。由于征途有国家设计，一位玩家杀死一位外国人，都将得到荣誉。荣誉的高级影响者该玩家在游戏国家里官位的高低。
此外，在《征途》里，杀死一名玩家非常简单，有时被杀者甚至无法反应攻击者在何处。

### 武林大会
征途于游戏公测一周年之际的时候，开启了征途天下第一比武大会，该模式几乎为国内首创线上跨服务器PK竞技模式，由各个服务器内部首先举行比赛，选出实力较为强劲的十名玩家通过海选后进入预赛，再通过淘汰制选出前三十二名，进行复赛半决赛决赛排，排出前十六名。征途一共有过五届天下第一比武大会。（下为每届冠军得主 附决赛视频地址 优酷视频友情链接）
第一届  逐鹿中原  楚国  楚魂V随风随行 http://v.youku.com/v_show/id_XMzI5MDc2NjA=.html?f=2583081 （页面存档备份，存于）
第二届  逐鹿雷霆  楚国  楚魂V随风随行 http://v.youku.com/v_show/id_XMzI5MTA0NjA=.html?f=2583081 （页面存档备份，存于）
第三届  横剑江湖  汉国  皇家狂狂 http://v.youku.com/v_show/id_XMzM1MTM3MDQ=.html?f=2583081 （页面存档备份，存于） 
第四届  横剑江湖  汉国  十字架上de天使 http://v.youku.com/v_show/id_XMzI5MDgxNzI=.html?f=2583081 （页面存档备份，存于）
第五届  春秋无双  汉国  问天羽（大师赛） http://v.youku.com/v_show/id_XNTAyNDM3NTI=.html?f=2583081 （页面存档备份，存于）

### 国战系统
国战，即国家与国家间的战争。《征途》号称支持万人国战，并以此为游戏亮点。当国王发起战争之后，国民通过各种手段进入敌国王城，并以是否杀死指定NPC为判断国战胜利标准。国战时间超过当日21：45，无论是否杀死该NPC,都认为发起者是失败的。征途后来还开通了国战竞猜，即玩家以下注的方式，竞猜国战的胜利方，竞猜成功有丰厚回报，因为下注的最大数额接近200人民币，而且国战的成功与否有一定的人为因素，因此，有玩家认为国战竞猜实质是一种大型赌博。
所以现在已经取消。

### 开箱子
玩家在游戏内可免费得到宝箱,需要用价值人民币1元的钥匙(游戏道具)才能打开它,有几率得到价值不菲的游戏道具。此玩法乃征途首创，给它带来极大收入,随后各大网游纷纷效仿。在2009年6月26日文化部、商务部联合下发《关于网络游戏虚拟货币交易管理工作的通知》后，征途率先宣布取消开箱子功能以支持国家新政。

## 相关事件
- 2006年6月3日，由中国大陆几家知名媒体的32位记者到征途游戏的服务器机房，查证先前由征途网络宣称的30万在线量是否属实。[24]事件的起因是在5月初，征途网络宣布征途在线量达到20万。一些内行人士按照普通服务器负荷能力计算出征途当时不可能在线超过10万，从而引来对征途网络诚信度的质疑。
- 2006年8月31日，中国青少年网络协会根据“绿色游戏”的标准，将《征途》评为“危险级游戏”[25]。专家认为：游戏中的“叛国系统”、类赌博系统，都将给青少年带来不好的影响，会影响他们的身心健康。游戏中有大量尸体堆积的场面，而且在登录界面上，女性角色衣着过少，有一定色情度。而玩家则认为专家们的言论很可笑[26]，他们的理由是：几乎所有游戏的女角色最初都只有一点遮盖，很多游戏比征途更加血腥。
- 2006年底，征途方面表示，《征途》拒绝未成年人登录游戏。[27]其理由是，《征途》是以PK为主的游戏，会对未成年人多少产生一些负面影响。2006年4月20日[來源請求]，征途全面启动防沉迷系统，成为中国大陆首先全面使用该系统的游戏。并且征途方面称，将来实行“网络游戏实名制”，征途也首先拥护。
- 2007年4月21日，《征途》公测一周年，征途方面推出各种庆祝活动，其中包括随机选出320位玩家赢取5000元现金奖。前提是，角色等级在该服务器排名前5000。而且限定在新开的8组服务器中。[28]
- 在征途第三个资料片“众志成城”即将推出之际，史玉柱对外宣称，第三个资料片将是《征途》正式版的开端，意味着《征途》之前一年多的运营属于测试阶段。[29]

- 2007年12月20日《南方周末》刊发长篇特稿《系统》，深入剖析了征途中令人触目惊心的故事，然而随后文章迅速在报纸的网站上“消失”，被广泛视为商业公关影响媒体的重大事件[30]。

- 2009年2月26日，上海市民李军民认为《征途》游戏涉及诸多“违法”之处，认为作为管理方的上海文化广播影视管理局未履行其行政职能，将文广局告上法院，要求判令文广局履行查处上海征途网络科技有限公司《征途》网络游戏违法行为的行政职能[31]。

## 其他

### 广告
普遍认为，征途网络在给《征途》做广告时，继承了史玉柱的“广告轰炸”的一贯作风。征途每次更新内容，新活动，都会有大量Adobe Flash广告充斥国内各大游戏门户网站的首页。各家网吧所帖的海报也以征途居多。
由于国家广电总局对“游戏类广告”不能登上CCTV的禁令，征途网络曾经发布过一个以宣传征途网络公司为背景的广告在CCTV各个频道的黄金时段播出。由于当时征途网络公司仅仅只经营征途一款游戏，这则广告被认为是“打禁令的擦边球”。

### 背景音乐
《征途》是目前少数不使用背景音乐的网络游戏。但在一些测定区域和界面，如凤凰城门口，答题界面，还是有音乐片段播放。

## 外挂

### 征途菲菲
征途菲菲外挂是在内测期间出现的一个比较著名的外挂，它的功能非常强大，在当时，它可以实现完全自动挂机，而无需玩家干预。对此，征途全力封杀，从2006年1月25日，官方发布打击外挂“征途菲菲”的宣言开始，至2月26号，共有10225名玩家帐号被永久封停。征途在发布的公告中也说明，被封停的帐号中有高级帐号与充值过的帐号，以此表明他们的决心与公平！往后3个月期间，征途仍然不时发现少量玩家使用菲菲，在4月18号，征途发布公告《一万元悬赏线索，捉拿经营菲菲外挂的犯罪分子》，到了5月10号，征途宣布菲菲团伙全部落网，征途菲菲事件至此告一段落。

### 征途小秘
2008年12月征途官方发布“征途小秘”外挂团伙被擒的消息，并点名警告其它外挂制作者，称将继续关注它们，并可能用法律手段严惩；此举取得成效，被点名的外挂已不再更新。

## 奖项

### 2006年
- “十大人气网游奖”（迅雷与艾瑞调研主办)[38]

“第六届中国网络游戏市场调查报告”及“2006年度中国网络游戏风云榜”
- 中国大陆市场占有率前15强网络游戏
- 中国大陆玩家最喜欢的十大2D网络游戏
- 中国大陆客服最佳的十大网游公司
- 中国大陆反外挂十佳网络游戏

### 2007年
“新浪2006网络盛典”
- 年度创新大奖
- 年度最具表现力网络游戏大奖

2007“金翎奖”
- 玩家最喜爱的网络游戏[41]

### 2008年
“17173游戏风云盛典”
- 2008市场占有率前15强网络游戏
- 2008年度十佳2D网络游戏
- 2008年度十佳原创网络游戏
- 2008年度反外挂十佳网络游戏

2008“金翎奖”
- 玩家最喜爱的十大网络游戏[42]

### 2009年
2009“金翎奖”
- 玩家最喜爱的十大网络游戏[43]

## 评论

### 业界的评论
在游戏初期（封测到公测期间），媒体主要以系统的完善和功能的人性化设计来评判《征途》，认为他是一款不可多得的国内原创网络游戏。然而，当征途的各种问题不断出现的时候，国内媒体开始批判《征途》，认为征途网络已经走到了道德底线。比如泛滥的广告，虚假的游戏资讯，烧钱等。

### 玩家的评论
玩家对征途的态度分为两类，一种赞扬征途是很好的2D游戏，另一种则认为他根本就是一款“垃圾游戏”贬低《征途》的理由主要是游戏存在的种种弊端，如杂乱的系统设计，冒牌的免费游戏，盗号问题严重，免费玩家无法生存等。

### 媒体评论
《南方周末》2007年12月20日带有浓重的小说《一九八四》风格的长篇特稿《系统》发表，对游戏进行了深入剖析，将游戏负面效应深刻展现，详细讲述了玩家是如何一步步走入游戏设计者设置的陷阱中无法自拔，并认为征途铺就的是“一条通往奴役之路”。但不久后此文从南方网上消失，征途的投资方巨人集团也成为了南方报业集团的广告客户。2009年7月16日，此文以“25周年文选”为标签重新在南方周末官方网站上面世。

## 衍生版本

### 热血征途
即“征途怀旧版”，由巨人网络于2008年7月23日推出并内测。该版本的特点是还原初期《征途》的游戏设定。

### 绿色征途
由巨人网络于2009年8月17日推出并开始技术内测。在此版本里面，巨人官方宣称此为“绿色健康网游”，其大部分游戏地图都有更新，技能和装备系统亦与既有版本不同。

### 征途时间版
由巨人网络于2007年8月16日推出。这个版本与原版征途基本一样，但采取时长收费模式运作，亦无任何增值服务。

### 征途皇帝版
由龙达网络于2020年6月20日推出。这个版本为民间MOD开发团队所发布的单人游玩版本，与以往既有版本不同，皇帝版威力更加强大。初始角色设定为等级255级的皇帝，技能和装备系统大幅度提升。进入游戏后自动拥有帝王套装（进阶），该套装是皇帝版最顶级的套装，而且属于15龙星套，是橙色装备，并附带龙皇套装效果。角色拥有皇帝的权利，享有皇帝状态加成，拥有专属的皇帝坐骑和侍卫，可随意发动国战、国探、全区禁言，任免官员和讨伐敌国怪物、领取皇帝奖励等。这些功能大大增加了《征途》单人版本的可玩性。